# بيلي بريستون
بيلي بريستون (بالإنجليزية: Billy Preston)‏ هو موسيقي وعازف بيانو ومغني ومغن ومؤلف وملحن وعازف لوحة المفاتيح وممثل أمريكي، ولد في 2 سبتمبر 1946 بهيوستن في الولايات المتحدة، وتوفي في 6 يونيو 2006 في الولايات المتحدة بسبب قصور كلوي.

## أعمال

### أفلام
- (1970) لتكن

## وصلات خارجية
- بيلي بريستون على موقع IMDb (الإنجليزية)
- بيلي بريستون على موقع الموسوعة البريطانية (الإنجليزية)
- بيلي بريستون على موقع ألو سيني (الفرنسية)
- بيلي بريستون على موقع ميوزك برينز (الإنجليزية)
- بيلي بريستون على موقع أول موفي (الإنجليزية)
- بيلي بريستون على موقع قاعدة بيانات برودواي على الإنترنت (الإنجليزية)
- بيلي بريستون على موقع قاعدة بيانات الأفلام السويدية (السويدية)
- بيلي بريستون على موقع إن إن دي بي (الإنجليزية)
- بيلي بريستون على موقع أول ميوزيك (الإنجليزية)
- بيلي بريستون على موقع ديسكوغز (الإنجليزية)